# ОФК Петровац
ОФК Петровац (на черногорски: Omladinski Fudbalski klub Petrovac) е черногорски футболен клуб от град Петровац на Мору, община Будва. Играе на стадион „Стадион под Малим брдом“ с капацитет 1 630 места (всички седящи). Основан през 1969 година в СФРЮ.
Състезава се в Черногорска първа лига, висшата лига на Черна гора.

## История
ОФК Петровац е основан през 1969 под името ФК „Нафта“ и започват да играят в Четвърта лига-Юг.
През 2009 година отборът печели Купата на Черна гора след победа на финала над „Ловчен“ и място в турнира за купата на Лига Европа 2009/10.

## Успехи
Черна гора
- Черногорска първа лига
  - 5-о място (2): 2011/12, 2013/14
- Купа на Черна гора
  -  Носител (1): 2008/09
  -  Финалист (1): 2014/15